# Catharijnesingel
De Catharijnesingel is een straat en singel in de binnenstad van Nederlandse stad Utrecht, die langs het noordelijke deel van de Stadsbuitengracht loopt vanaf het Ledig Erf en Westerkade tot het Smakkelaarsveld en Daalsesingel waarin hij overgaat. De singel loopt onder Hoog Catharijne door, waarbij doorzichtige waterornamenten de bezoekers van Hoog Catharijne zicht geven op de eronder varende bootjes, en omgekeerd vanuit de bootjes.
Zijstraten van de Catharijnesingel zijn de Bleekstraat, Vaartsestraat, Pasteurstraat, Schroeder van de Kolkstraat, Nicolaas Beetsstraat, Bartholomeibrug (met daarachter de Lange Smeestraat), Sterrenbos, Moreelsepark, Spoorstraat en Westerstraat.

## Geschiedenis
De Stadsbuitengracht werd gegraven vanaf 1122, toen Utrecht stadsrechten had gekregen met de plicht om stadsmuren te bouwen. De straat langs de buitengracht werd genoemd naar het Catharijneconvent, een klooster dat in 1529 moest wijken voor de Vredenburg van Karel V.
In 1811 maakte de Catharijnesingel deel uit van de Route impériale 2: Napoleons wegverbinding tussen Parijs en Amsterdam. In 1845 werden de stadsmuren geslecht.
Van 1906 tot 1936 reed er op de Catharijnesingel lijn 1 van de Utrechtse tram, maar deze werd later vervangen door een bus. Ook het vroegere streekvervoer reed over de singel, zoals de voormalige Nederlandsche Buurtspoorweg-Maatschappij, die een standplaats had in de voormalige Stationstraat.
Aan de Catharijnesingel bevonden zich vroeger twee ziekenfondsen, Voorzorg en Ziekenzorg. Alleen de laatste is overgebleven op nummer 57, maar dan uitsluitend nog als Apotheek onder de naam Boots Apotheek Ziekenzorg. De eerste dankte zijn naam aan het huis dat vroeger op de Catharijnesingel stond, huis Voorzorg.
In de jaren 70 werd het noordelijk deel van de Catharijnesingel, onderdeel van de Stadsbuitengracht, gedempt voor de aanleg van een autoweg om de stad te ontsluiten voor autoverkeer. Het gedempte gedeelte kreeg de naam Catharijnebaan. Het winkelcentrum Hoog Catharijne werd hierbij over de Catharijnebaan gebouwd. Daarbij verdween het Paardenveld. Met deze veranderingen bleef van het oude beeld weinig meer over.
De Catharijnesingel kreeg er rond de jaren negentig nog enkele zijstraten bij, namelijk de Albert Verweystraat en de Henriëtte Roland Holststraat (tussen de Vaartsestraat en Pasteurstraat). Dit in verband met het voormalige Stads- en Academisch Ziekenhuis later Academisch Ziekenhuis Utrecht dat daar zat en in 1989 verhuisde naar de Uithof. Daar kreeg het een andere naam: UMC. Met het verdwijnen van dit ziekenhuis op deze locatie werden alle gebouwen op drie na gesloopt. Er ontstond een totaal nieuw beeld aan dit gedeelte van de Catharijnesingel. 
Ook op de hoek van de Pasteurstraat 2 en de Catharijnesingel werd het beeld totaal anders door de sloop van het gebouw van Pathologie van het voormalige (S)AZU en de realisatie van een nieuwbouwcomplex.
Sinds 2020 is de Catharijnesingel in zijn oude functie hersteld en stroomt er weer water door de gracht. Zie daarvoor het artikel: Stadsbuitengracht. Daarmee verdween tevens de naam Catharijnebaan.

## Fotogalerij

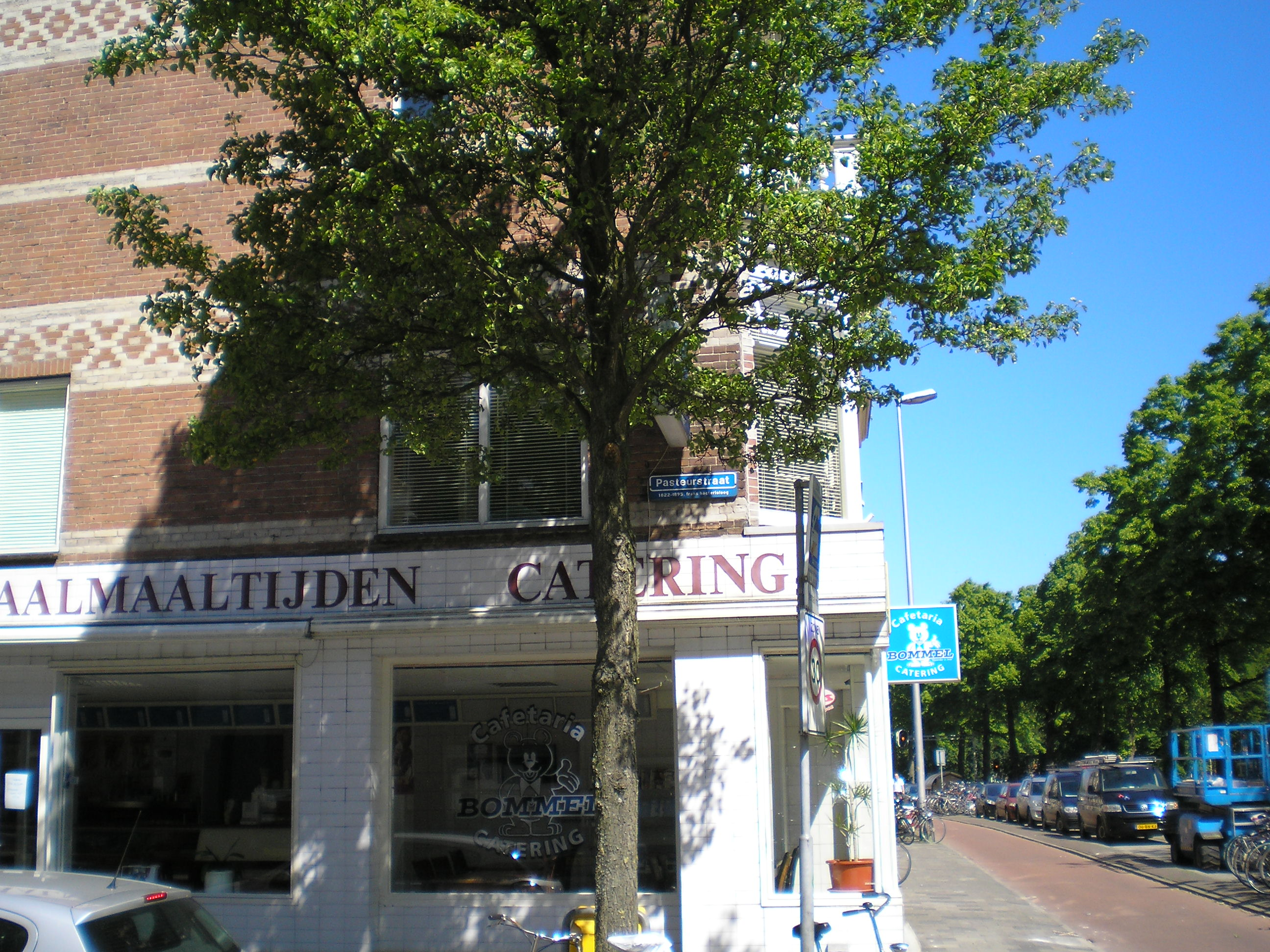
Catharijnesingel hoek Pasteurstraat die vroeger druk bezocht werd om bij het voormalige (S)AZU te kunnen komen
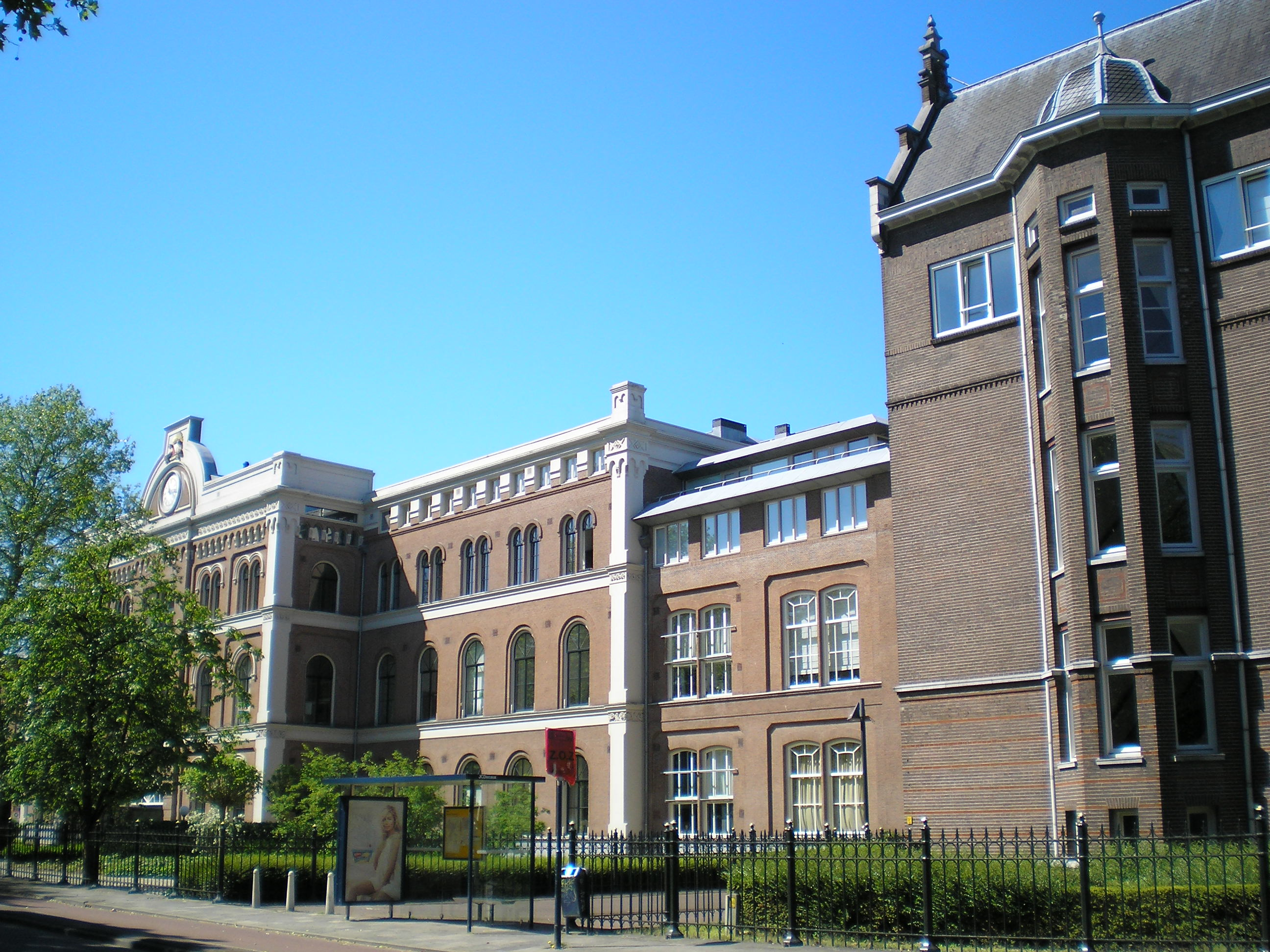
Nieuwe appartementencomplexen in de beide gebouwen van het voormalige (S)AZU aan de Catharijnesingel
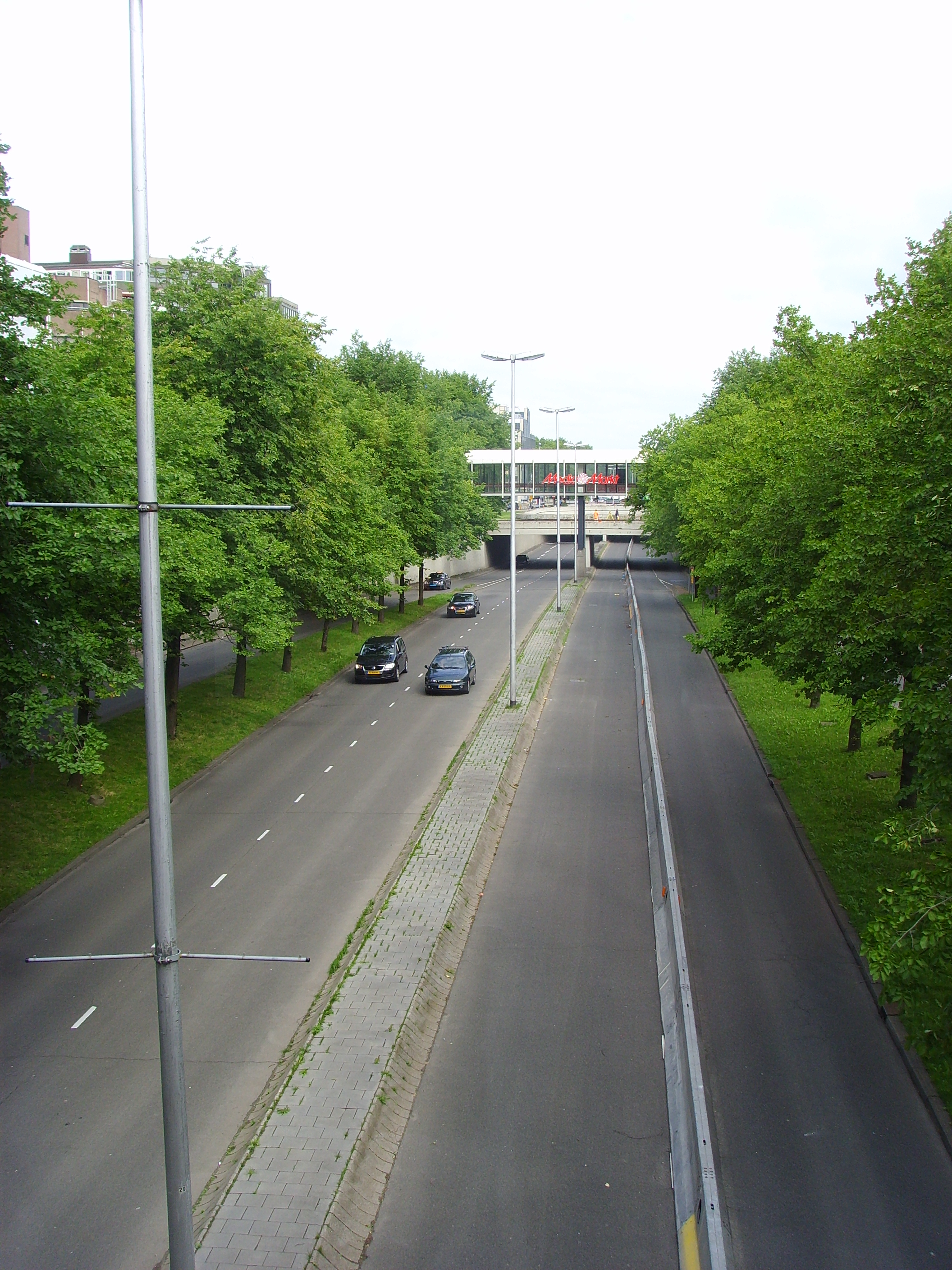
De oude Catharijnesingel was in de jaren 70 gedempt om plaats te maken voor de vierstrooks Catharijnebaan
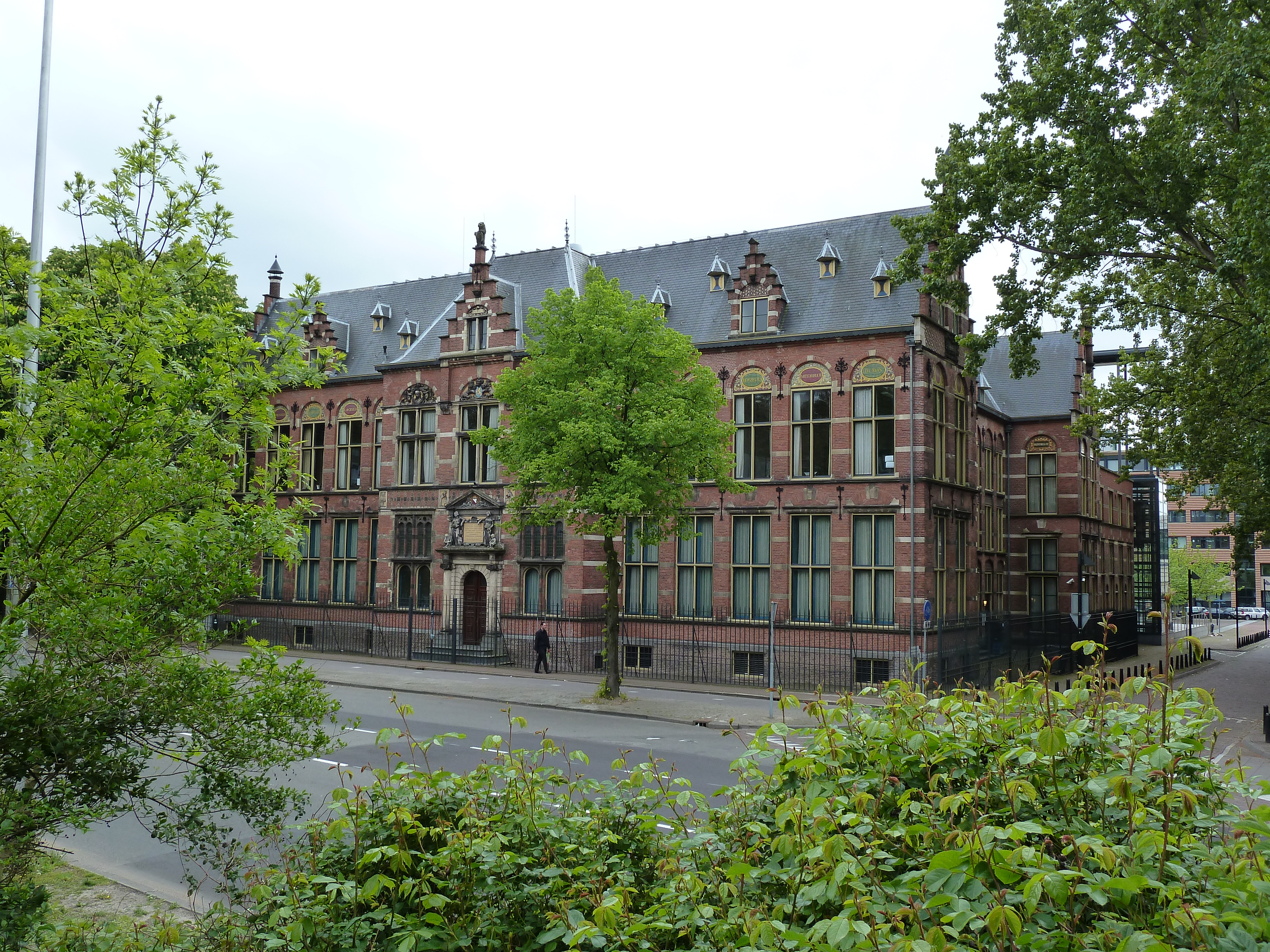
Hygiënisch Laboratorium (bouwjaar 1893-1910) aan de Catharijnesingel 61 (rijksmonument)
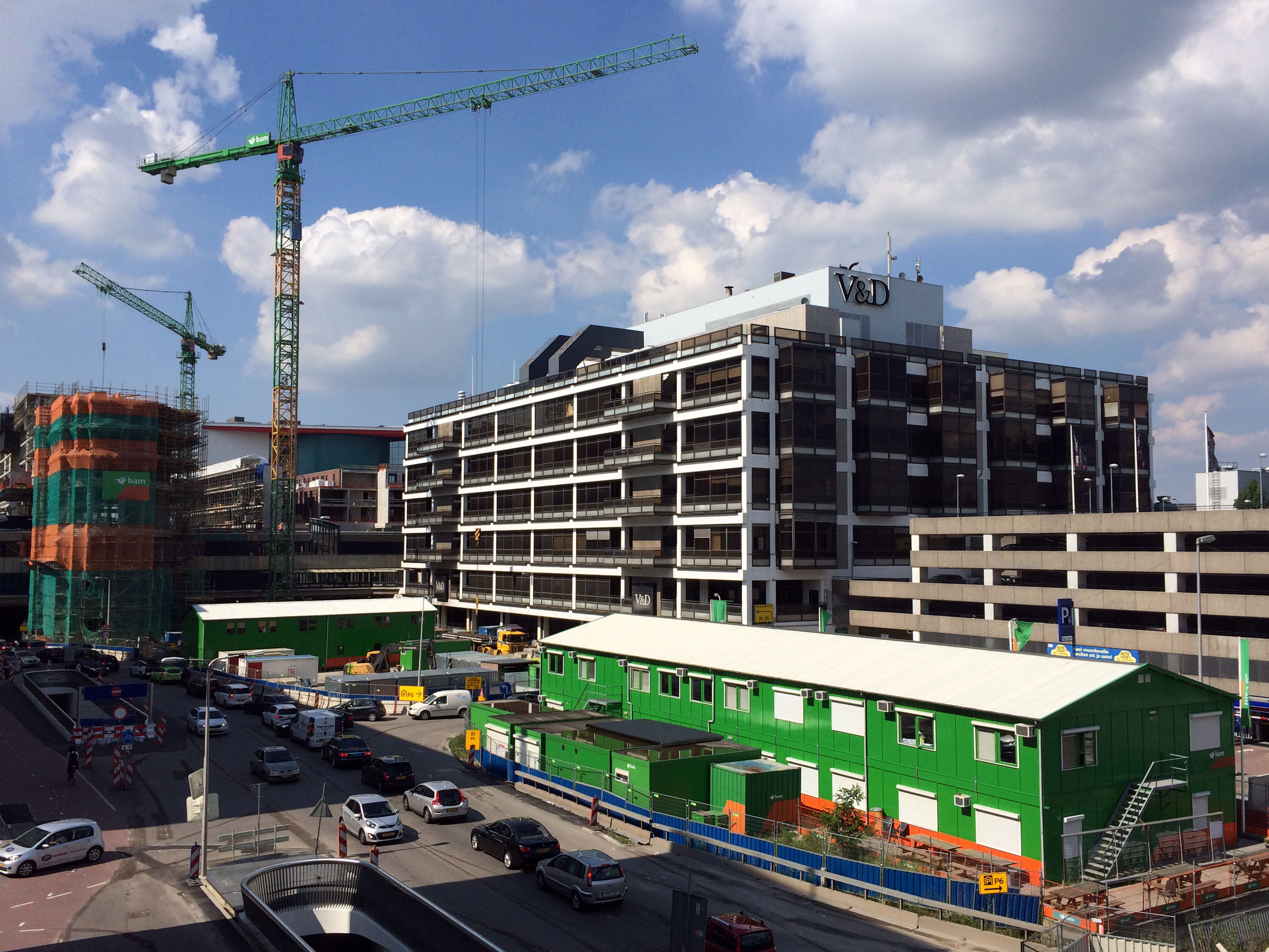
Bouwwerkzaamheden aan de Catharijnesingel in 2016. Uitzicht op het pand van de voormalige V&D.
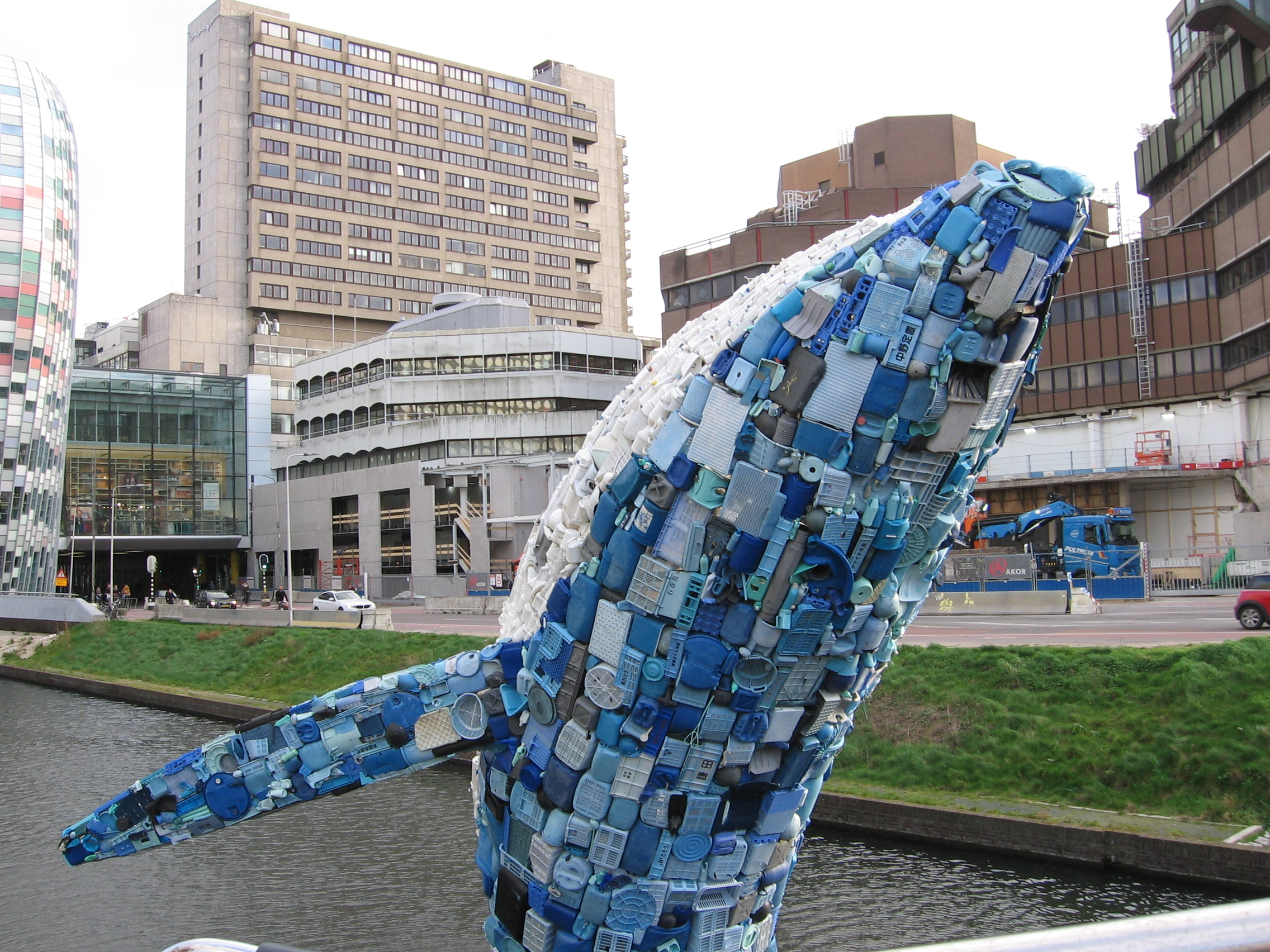
Plastic walvis in de Catharijnesingel bij TivoliVredenburg 2019
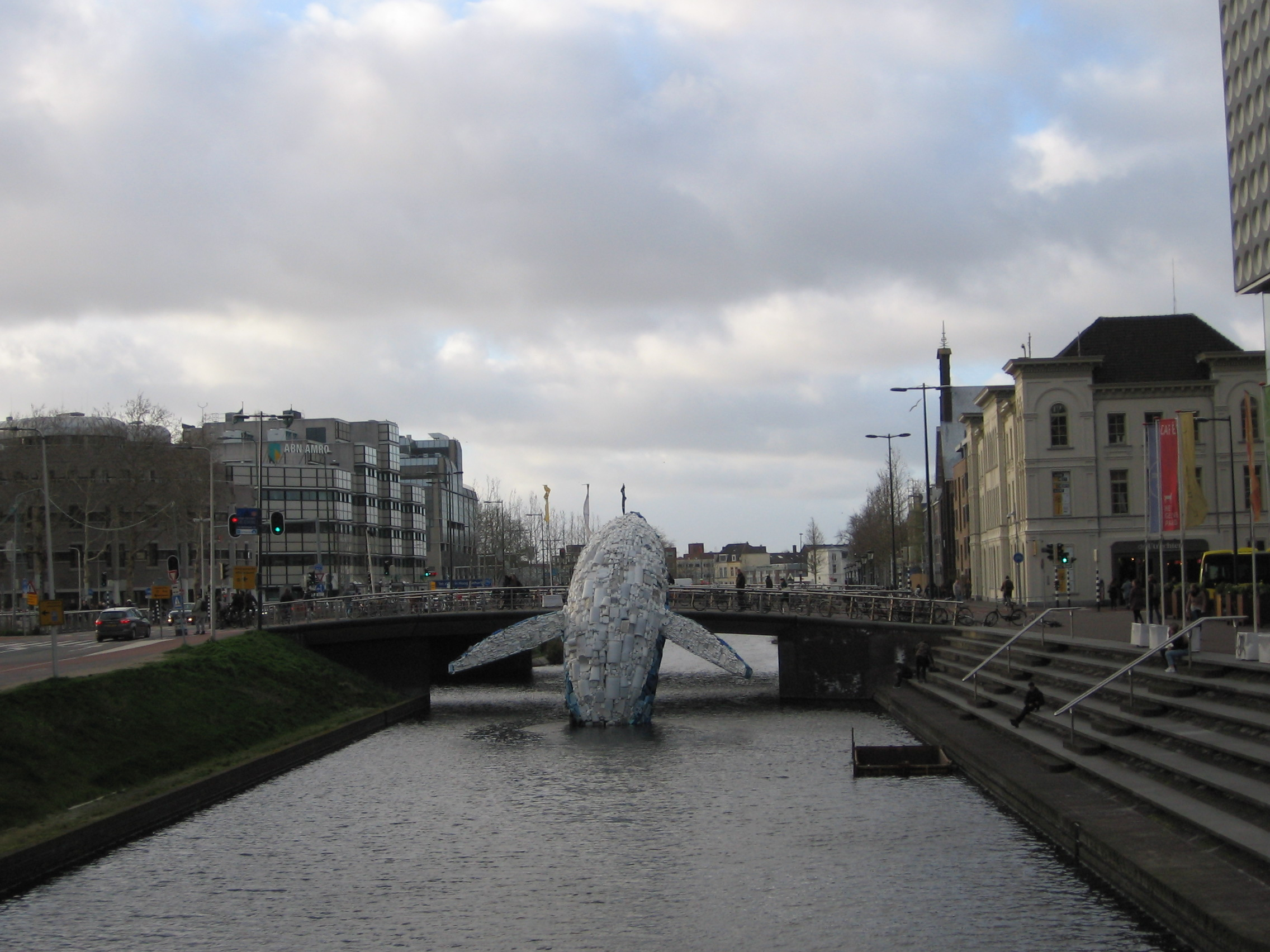
Plastic walvis in de Catharijnesingel bij TivoliVredenburg 2019

3e Buurkerksteeg ·
A.B.C.-straat ·
Abraham Dolesteeg ·
Achter de Dom ·
Achter St.-Pieter ·
Agnietenstraat ·
Ambachtstraat ·
Annastraat ·
Bakkerstraat ·
Breedstraat ·
Boothstraat ·
Boterstraat ·
Brigittenstraat ·
Bijlhouwerstraat ·
Catharijnekade ·
Catharijnesingel ·
Choorstraat ·
Croeselaan ·
Domplein ·
Domstraat ·
Donkere Gaard ·
Donkerstraat ·
Dorstige Hartsteeg ·
Drakenburgstraat ·
Drieharingstraat ·
Drift ·
Eligenstraat ·
Ganzenmarkt ·
Geertekerkhof ·
Hamburgerstraat ·
Hamsteeg ·
Hanengeschrei ·
Hardebollenstraat ·
Haverstraat ·
Hekelsteeg ·
Herenstraat ·
Hoogt ·
Jaarbeursplein ·
Jacobsgasthuissteeg ·
Jacobijnenstraat ·
Jansdam ·
Janskerkhof ·
Jansveld ·
Jodenrijtje ·
Keistraat ·
Keizerstraat ·
Kintgenshaven ·
Kleine Slachtstraat ·
Korte Jansstraat ·
Korte Lauwerstraat ·
Korte Minrebroederstraat ·
Korte Nieuwstraat ·
Korte Smeestraat ·
Kromme Nieuwegracht ·
Lange Elisabethstraat ·
Lange Jansstraat ·
Lange Jufferstraat ·
Lange Lauwerstraat ·
Lange Nieuwstraat ·
Lange Smeestraat ·
Lange Viestraat ·
Lauwersteeg ·
Leidseveer ·
Lichte Gaard ·
Loeff Berchmakerstraat ·
Lucasbolwerk ·
Lijnmarkt ·
Mariahoek ·
Mariaplaats ·
Massegast ·
Minrebroederstraat ·
Moreelsepark ·
Muntstraat ·
Neude ·
Nicolaas Beetsstraat ·
Nieuwegracht ·
Nobeldwarsstraat ·
Nobelstraat ·
Oudegracht ·
Oudkerkhof ·
Paardenveld ·
Pieterskerkhof ·
Pieterstraat ·
Plompetorenbrug ·
Plompetorengracht ·
Potterstraat ·
Predikherenkerkhof ·
Predikherenstraat ·
Ridderschapstraat ·
Servetstraat ·
Slachtstraat ·
St.-Jacobsstraat ·
Springweg ·
Stadhuisbrug ·
Steenweg ·
Sterrenburg ·
Strosteeg ·
Telingstraat ·
Tolsteegbarrière ·
Tolsteegbrug ·
Trans ·
Twijnstraat en Twijnstraat aan de Werf ·
Van Asch van Wijckskade ·
Vinkenburgstraat ·
Vismarkt ·
Voetiusstraat ·
Voorstraat ·
Vredenburg ·
Waterstraat ·
Wed ·
Wittevrouwenstraat ·
Wijde Begijnestraat ·
Zadelstraat ·
Zakkendragerssteeg ·
Zuilenstraat ·
Zwaansteeg